# Campionat del Món de Clubs de futbol 2013
El Campionat del Món de Clubs de futbol 2013 és una competició de futbol organitzada per la FIFA que es va celebrar al Marroc durant el mes de desembre de 2013.
Els equips de futbol campions de cadascuna de les sis confederacions de la FIFA van jugar un torneig amb eliminatòries a partit únic. A més també hi jugava el campió de la Botola com a representant del país amfitrió.
Hi va haver una eliminatòria prèvia que va enfrontar el campió marroquí i el campió de la Confederació de Futbol d'Oceania (OFC). Els partits de quarts de final van enfrontar els equips de la Confederació Asiàtica de Futbol (AFC), la Confederació Africana de Futbol (CAF), la CONCACAF i el guanyador de l'eliminatòria prèvia. Els campions dels tornejos de la UEFA i la Confederació Sudamericana de Futbol (CONMEBOL) passaven directament a les semifinals. Els perdedors dels quarts de final es van jugar el cinquè lloc, mentre que els perdedors de les semifinals van jugar pel tercer lloc.

## Equips classificats
Els següents equips es van classificar per al torneig del 2013:
| Entren a les semifinals        | Entren a les semifinals                                                                   |
| ------------------------------ | ----------------------------------------------------------------------------------------- |
| Bayern de Múnic                | Guanyador de la Lliga de Campions 2012-2013 de la UEFA                                    |
| Atlético Mineiro               | Guanyador de la Copa Libertadores 2013 de la Confederació Sudamericana de Futbol          |
| Entren als quarts              |                                                                                           |
| CF Monterrey                   | Guanyador de la Champions League de la CONCACAF 2012-13 de la CONCACAF                    |
| Al-Ahly                        | Guanyador de la Lliga de Campions d'Àfrica 2013 de la Confederació Africana de Futbol     |
| Guangzhou Evergrande           | Guanyador de la Lliga de Campions d'Àsia 2013 de la Confederació Asiàtica de Futbol       |
| Juguen una eliminatòria prèvia |                                                                                           |
| Auckland City FC               | Guanyador del Campionat de Clubs d'Oceania 2012-13 de la Confederació de Futbol d'Oceania |
| Raja Casablanca                | Guanyador de la Botola                                                                    |

## Seus
El Campionat del Món de clubs de 2013 es va disputar entre Marràqueix i Agadir.
| Marroc                                             | Marroc                                             |
| -------------------------------------------------- | -------------------------------------------------- |
| Estadi de Marràqueix Marràqueix                    | Estadi Adrar Agadir                                |
| 31° 42′ 24″ N, 7° 58′ 50″ O / 31.70667°N,7.98056°O | 30° 25′ 38″ N, 9° 32′ 26″ O / 30.42722°N,9.54056°O |
| Capacitat: 45.240                                  | Capacitat: 45.480                                  |

## Àrbitres
Els àrbitres designats per aquesta competició foren:
| Confederació                    | Àrbitre                 | Assistents                                           |
| ------------------------------- | ----------------------- | ---------------------------------------------------- |
| Confederació Asiàtica de Futbol | Ali Al-Badwawi          | Saleh Al Marzouqi · Mohamed Al Mehairi               |
| CAF                             | Bakary Gassama          | Angesom Ogbamariam · Felicien Kabanda                |
| CAF                             | Néant Alioum (reserva)  | Evarist Menkouande (reserva) · Peter Edibi (reserva) |
| CONCACAF                        | Mark Geiger             | Sean Mark Hurd · Joe Fletcher                        |
| CONMEBOL                        | Sandro Ricci            | Emerson De Carvalho · Marcelo Van Gasse              |
| UEFA                            | Carlos Velasco Carballo | Roberto Alonso Fernández · Juan Carlos Yuste Jiménez |

## Quadre de competició
|  | Prèvia                      | Prèvia                      |                             |              | Quarts de final         | Quarts de final         |             |             | Semifinals | Semifinals |  |  | Final                       | Final                       |
|  | 11 de desembre – Agadir     |                             |                             |              |                         |                         |             |             |            |            |  |  |                             |                             |
|  | Casablanca                  | 2                           |                             |              | 14 de desembre – Agadir | 14 de desembre – Agadir |             |             |            |            |  |  |                             |                             |
|  | Casablanca                  | 2                           |                             |              | 14 de desembre – Agadir | 14 de desembre – Agadir |             |             |            |            |  |  |                             |                             |
|  | Auckland C.                 | 1                           |                             |              | Casablanca              | 2                       |             |             |            |            |  |  |                             |                             |
|  | Auckland C.                 | 1                           | 18 de desembre – Marràqueix |              | Casablanca              | 2                       |             |             |            |            |  |  |                             |                             |
|  |                             |                             |                             |              | Monterrey               | 1                       |             |             |            |            |  |  |                             |                             |
|  | Casablanca                  | 3                           |                             |              | Monterrey               | 1                       |             |             |            |            |  |  |                             |                             |
|  | Casablanca                  | 3                           |                             |              |                         |                         |             |             |            |            |  |  |                             |                             |
|  |                             |                             | At. Mineiro                 | 1            |                         |                         |             |             |            |            |  |  |                             |                             |
|  |                             |                             | At. Mineiro                 | 1            |                         |                         |             |             |            |            |  |  |                             |                             |
|  |                             |                             | 21 de desembre – Marràqueix |              |                         |                         |             |             |            |            |  |  |                             |                             |
|  |                             |                             |                             |              |                         |                         |             |             |            |            |  |  |                             |                             |
|  | Casablanca                  | 0                           |                             |              |                         |                         |             |             |            |            |  |  |                             |                             |
|  | Casablanca                  | 0                           | 14 de desembre – Agadir     |              |                         |                         |             |             |            |            |  |  |                             |                             |
|  |                             | Bayern de Múnic             | 2                           |              |                         |                         |             |             |            |            |  |  |                             |                             |
|  |                             |                             | 2                           | Guangzhou E. | 2                       |                         |             |             |            |            |  |  |                             |                             |
|  | 17 de desembre – Agadir     |                             |                             | Guangzhou E. | 2                       |                         |             |             |            |            |  |  |                             |                             |
|  |                             | Al-Ahly                     | 0                           |              |                         |                         |             |             |            |            |  |  |                             |                             |
|  | Guangzhou E.                | Al-Ahly                     | 0                           | 0            |                         |                         |             |             |            |            |  |  |                             |                             |
|  | Guangzhou E.                | Cinquè lloc                 | Cinquè lloc                 | 0            |                         |                         | Tercer lloc | Tercer lloc |            |            |  |  |                             |                             |
|  |                             | Cinquè lloc                 | Cinquè lloc                 |              | Bayern de Múnic         | 3                       | Tercer lloc | Tercer lloc |            |            |  |  |                             |                             |
|  | Monterrey                   | 5                           | At. Mineiro                 | 3            | Bayern de Múnic         | 3                       |             |             |            |            |  |  |                             |                             |
|  | Monterrey                   | 5                           | At. Mineiro                 | 3            |                         |                         |             |             |            |            |  |  |                             |                             |
|  | Al-Ahly                     | 1                           | Guangzhou E.                | 2            |                         |                         |             |             |            |            |  |  |                             |                             |
|  | Al-Ahly                     | 1                           | Guangzhou E.                | 2            |                         |                         |             |             |            |            |  |  |                             |                             |
|  | 18 de desembre – Marràqueix | 18 de desembre – Marràqueix |                             |              |                         |                         |             |             |            |            |  |  | 21 de desembre – Marràqueix | 21 de desembre – Marràqueix |

## Resultats
Les hores corresponen al fus UTC±00:00. Per saber l'hora equivalent al fus de Barcelona (UTC+01:00), cal sumar-n'hi 1.

### Prèvia
| Raja Casablanca           | 2-1 | Auckland City |
| ------------------------- | --- | ------------- |
| Iajour 39' · Hafidi 90+2' |     | Krishna 63'   |

### Quarts de final
| Guangzhou E.            | 2-0 | Al-Ahly |
| ----------------------- | --- | ------- |
| Elkeson 49' · Conca 67' |     |         |

| Raja Casablanca        | 2-1 | Monterrey   |
| ---------------------- | --- | ----------- |
| Chtibi 24' · Guehi 95' |     | Basanta 53' |

### Semifinals
| Guangzhou E. | 0-3 | Bayern Múnic                           |
| ------------ | --- | -------------------------------------- |
|              |     | Ribéry 40' · Mandžukić 44' · Götze 47' |

| Raja Casablanca                                  | 3-1 | At. Mineiro    |
| ------------------------------------------------ | --- | -------------- |
| Iajour 51' · Moutouali 84' (pen.) · Mabidé 90+4' |     | Ronaldinho 63' |

### Cinquè i sisè lloc
| Al-Ahly   | 1-5 | Monterrey                                                    |
| --------- | --- | ------------------------------------------------------------ |
| Moteab 8' |     | Cardozo 3' · Delgado 22', 65' · López 27' · Suazo 45' (pen.) |

### Tercer i quart lloc
| Guangzhou Evergrande          | 2–3   | Atlético Mineiro                                  |
| ----------------------------- | ----- | ------------------------------------------------- |
| Muriqui 9' · Conca 15' (pen.) | Resum | Diego Tardelli 2' · Ronaldinho 45+1' · Luan 90+1' |

### Final
| Bayern Múnic          | 2-0   | Raja Casablanca |
| --------------------- | ----- | --------------- |
| Dante 7' · Thiago 22' | Resum |                 |